# Joe Masseria
Giuseppe "Joe the Boss" Masseria (født 17. januar 1886, død 15. april 1931) var en af de tidlige mafialedere i den italiensk-amerikanske mafia i New York City. Han var fra 1922 til 1931 leder ("boss") i den bande, der i dag kaldes Genovese-familien, en af de såkaldte fem familier i New York City.
Han var i 1930 med sin bande involveret i den såkaldte Castellammarese-krig, der blev udkæmpet om kontrollen med de organiserede kriminelle bander i New York City. Krigen endte, da Masseria blev likvideret den 15. april 1931 ved et drab, der var blevet bestilt af gangsteren Charles "Lucky" Luciano, der var en del af Masserias bande, men havde indgået en hemmelig aftale med lederen af den rivaliserende bande, Salvatore Maranzano.

## Opvækst og tidlige år i New York City
Giuseppe Masseria blev født den 17. januar 1886 i landsbyen Menfi i provinsen Agrigento på Sicilien og flyttede som ung til byen Marsala i en anden provins på Sicilien, Trapani. Masseria ankom til USA i 1902. Han blev medlem af den italienske mafiafamilie Morello-familien under Giuseppe Morello, der havde sit udspring i Harlem og dele af Little Italy på det sydlige Manhattan. Han blev i 1909 dømt for tyveri og modtog en betinget dom. Den 23. maj 1913 blev Masseria idømt fire til seks års fængsel for indbrudstyveri.
Ved slutningen af 1910'erne kæmpede Morello-familien og Masseria om magten i New York med den konkurrerende mafiaboss Salvatore D'Aquila, og i begyndelsen af 1920'erne udbrød regulær bandekrig mellem de to bander. Masseria havde i 1920 rekrutteret gangsteren Lucky Luciano som en af sine lejemordere. D'Aquila havde en anden lejemorder tilknyttet, Umberto Valenti, der fik til opgave at likvidere Masseria. Den 7. maj 1922 blev den øverste leder af Morello-familien, Vincenzo Terranova, likvideret nær sit hjem, og få timer senere blev en af Terranovas mænd, Silva Tagliagamba, ligeledes skudt ned og dræbt. Masseria var herefter den højst rangerende boss i Morello-familien. Dagen efter angreb Valenti og hans mænd Masseria. Valenti fandt Masseria og hans bodyguards på Grand Street "en gade væk fra politiets hovedkontor" og åbnede ild. Masseria slap væk, men angriberne skød seks tilfældige mennesker ned på gaden.
Den 9. august 1922 forlod Masseria sin lejlighed på 2nd Avenue, da to bevæbnede mænd åbnede ild. Masseria flygtede ind i en butik med angriberne bag sig. De skød ind i butikken mod Masseria på klods hold, før de flygtede i en ventende bil. Skuddene tiltrak en større folkemængde, og flere forsøgte at stoppe gerningsmændene og den flygtende bil, men gerningsmændene skød ind i mængden og sårede seks mand. Masseria overlevede attentatet uskadt og blev fundet af politiet siddende på en seng lettere rystet med to skud huller gennem sin stråhat, som han stadig havde på. Hændelsen skabte ny respekt om Masseria blandt andre gangstere, og han fik ry som "manden, der kan undvige kugler" og hans omdømme voksede, hvorimod D'Aquilas ry begyndte at falme.
48 timer senere, den 11. august, blev Valenti myrdet på en café på hjørnet af 2nd Avenue og E. 12th Street.

## Castellammarese-krigen og likvidering
Masseria blev leder af Morello-familien og blev kendt som "Joe the Boss”. Han antog Giuseppe Morello som sin consigliere.
Salvatore D'Aquila blev likvideret den 10. oktober 1928, og Masseria blev herefter den førende mafiaboss og var anerkendt som capo dei capi (bossernes boss). Han begyndte herefter at kræve andel af de andre banders indtægter.
Der opstod herefter en række konflikter mellem Masserias bange og flere andre bander, og flere mafiabosser blev likvideret. Som led i konflikten overtog mafiabossen Salvatore Maranzano en af rivaliserende mafiabander i Brooklyn, og konflikten udviklede sig i 1930 til det der blev kaldt Castellammarese-krigen. Masserias consigliere, Giuseppe Morello blev likvideret den 15. august 1930 og Masserias blev presset som krigen udviklede sig.
Masserias “løjtnant”, Lucky Luciano, indgik en hemmelig aftale med Salvatore Maranzano om, at Luciano skulle sørge for en likvidering af Masserias mod til gengæld at overtage Masserias aktiviteter i Masserias familie og at blive næstkommanderende i Maranzanos organisation. Masseria fik viden om Lucianos planet, og beordrede gangsteren Joe Adonis til at likvidere Luciano. Adonis advarede Luciano om Masserias planer.
Den 15. april 1931 arrangerede Luciano et møde med Masseria på en restaurant på Coney Island. Under et kortspil forlod Luciano bordet for at gå på toilettet, hvorefter fire bevæbnede mænd, Albert Anastasia, Vito Genovese, Joe Adonis og Benjamin "Bugsy" Siegel gik ind i restauranten og skød Masseria.
Luciano blev afhørt af politiet, men der blev ikke rejst tiltale. Politiet mistænkte en gangster, John "Silk Stockings" Giustra, for drabet, men sagen blev opgivet, da Giustra blev likvideret den 9. juli 1931. Uden vidner til drabet forblev sagen uopklaret.
Masseria er begravet på Calvary Cemetery i Queens i New York.